# مكاريوس الثالث (بطريرك أنطاكية)
البطريرك مكاريوس الثالث
بطريرك أنطاكية وسائر المشرق للروم الأرثوذكس وخليفة بطرس وبولس لكنيسة أنطاكية الأرثوذكسية بين عامي (1647 - 1672)

## حياته
ولد يوسف الزعيم في حلب وكان والده كاهناً يدعى بولس، تعلم على يد إيوثيميوس الثاني ورسم كاهناً باسم يوحنا بعد زواجه.
في عام 1627 رزق بولد سماه بولس على اسم والده المتوفي، والذي أصبح سكرتيره الخاص وكاتب سيرته الذاتية. ولم تلبث زوجته أن توفيت عام 1627 فقصد دير مار سابا في فلسطين بغرض الرهبنة والاهتمام بطفله بولس.

## بطريركيته وأعماله
بعد انتخاب إيوثيميوس الرابع بطريركاً عام 1635، استقدم الحلبيون الخوري يوحنا وتمت سيامته مطراناً لأبرشية حلب باسم ملاتيوس.
وفي عام 1647 تم انتخابه بطريركاً للكرسي الأنطاكي باسم مكاريوس الثالث.
كان هدفه الأول إعادة الاستقرار المالي لخزينة البطريركية بعد تدهوره كثيراً بسبب الضرائب التي فرضها العثمانيون على المسيحيين، ومن أجل ذلك قرر القيام برحلة طويلة إلى دول أوروبا الشرقية من أجل جمع المساعدات المالية، فانطلق مع ولده بولس بتاريخ 11 شباط 1652، وقام بزيارة القسطنطينية و‌رومانيا و‌مولدافيا و‌أوكرانيا و‌قيصرية روسيا.
وأقام في موسكو ما بين (26 كانون الثاني 1655 - 29 أيار 1656) كضيف للقيصر أليكس الأول وكان له دور كبير في الإصلاح الديني والليتورجي الذي قام به البطريرك الروسي نيكون بفضل ما جلبه معه من بطريركية أنطاكية من كتب مثل الايكولجيون للبطريرك إيوثيموس الثاني والعديد من الكتب الأخرى.
ثم عاد إلى دمشق في عام 1659 حيث نجح في تسديد ديون البطريركية. لكنه ما لبث أن سافر إلى روسيا مرة أخرى مدعوّاً من قبل القيصر أليكس ومصحوباً بالبطريرك باييسيوس بطريرك الإسكندرية لإصدار قرار استقالة البطريرك نيكون بسبب الانشقاقات التي حصلت بسبب اصلاحاته.
وبسبب رحلتهما قام بطريرك القسطنطينية المسكوني بارثينوس الرابع بحرمان باييسيوس ومكاريوس من عروشهما البطريركية.

## وفاته
توفي البطريرك مكاريوس الثالث، ربما مسموماً، في دمشق بتاريخ 12 حزيران 1672.